# Station Albany Park
Station Albany Park is een spoorwegstation van National Rail in Albany Park in de London Borough of Bexley in het zuidoosten van de regio Groot-Londen, Engeland. Het station is eigendom van Network Rail en wordt beheerd door Southeastern.